# Tamarisi
Tamarisi (Georgisch: თამარისი) is een 'nederzetting met stedelijk karakter' (daba) in het zuiden van Georgië met 777 inwoners (2024), gelegen in de gemeente Bolnisi (regio Kvemo Kartli). Tamarisi ligt zeven kilometer ten westen van de stad Marneoeli, aan de Georgische hoofdweg S6 (E117). Vijf kilometer naar het zuiden ligt het grotere dorp Tamarisi, dat bij de gemeente Marneoeli hoort, waar het niet mee verward dient te worden.

## Geschiedenis
Tamarisi ligt tussen de dorpen Parizi en Tsoertavi en werd medio 1982 opgericht voor de huisvesting van arbeidskrachten van een nieuwe pluimveefabriek ter plekke langs de hoofdroute S6. Het kreeg meteen bij oprichting de status van 'nederzetting met stedelijk karakter' (დაბა, daba). Een decreet van het Presidium van de Hoge Raad van de Georgische SSR had daartoe op 30 maart 1982 besloten en bekrachtigde tevens de naam Tamarisi.
Tamarisi is administratief het centrum en naamgever van de Tamarisi gemeenschap (თემი, temi), waartoe ook de (buur)dorpen Parizi en Tsoertavi behoren. Het ligt aan de voet van het Kvemo Kartli Plateau dat ongeveer 150 meter boven boven het dorp oprijst. Dit plateau, van waaruit rivier de Chrami via een kloof stroomt, gaat hier over in de Kvemo Kartli Vlakte.

## Fort Kolagiri
Naast de pluimveefabriek in Tamarisi staat het historische fort Kolagiri (Georgisch: ქოლაგირის ციხე, Kolagiris tsiche). Dit verdedigingswerk met 6 meter hoge muren werd gebouwd in de periode 1788-1798 in opdracht van de vrouw van koning Heraclius II, Darejan Dadiani. Het was het laatste fort in zijn soort in het feodale Georgië, en diende als een buitenpost voor Tbilisi en schuilplaats voor de bevolking in de omgeving tijdens buitenlandse invasies.
In het begin van de 19e eeuw verloor het fort zijn defensieve waarde door de Russische annexatie van Georgië en werd het enige tijd gebruikt als gevangenis. Tegenwoordig bevindt zich binnen de muren van het fort het Koningin Ketevan de martelaar klooster. De muren van de fortificatie staan nog steeds overeind en zijn te bezichtigen. Het fort ligt ongeveer 500 meter ten zuiden van de hoofdweg S6 (Marneoeli - Bolnisi) ter hoogte van Tsoertavi en Tamarisi, het eindpunt van de nationale route Sh156.

## Demografie
Begin 2024 telde Tamarisi 777 inwoners, een toename van ruim 50% ten opzichte van de volkstelling van 2014.
| Aantal                     | - | 707 | 434 | 510 | 681 | 777 |
| Verantwoording data: Noot: |   |     |     |     |     |     |

### Etniciteit
De bevolking van Tamarisi bestond in 2014 in meerderheid uit Georgiërs (56,3%), gevolgd door Azerbeidzjanen (38,6%) en Armeniërs (3,1%). Dit is opvallend, want in de gemeente Bolnisi, maar ook in het vlakbij gelegen Marneoeli zijn Azerbeidzjanen in de meerderheid. De twee (grotere) dorpen naast Tamarisi die onder dezelfde administratieve temi (gemeenschap) vallen hebben een praktisch mono-ethische samenstelling van Azerbeidzjanen.
| Tamarisi          | 287 | 197   | 16 | 10 | 510   |
| Tsoertavi         | 4   | 2.110 | -  | 2  | 2.116 |
| Parizi            | -   | 774   | -  | -  | 774   |
| Totaal in de temi | 291 | 3.081 | 16 | 12 | 3.400 |